# ルドルフ・スプラットマン

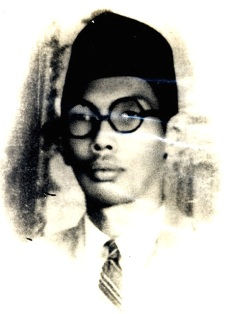
ワゲ・ルドルフ・スプラットマン

旧式の表記ではワゲ・スプラットマン (Wage Soepratman)、また通称では W・スプラットマン（W. Supratman) として広く知られた、ワゲ・ルドルフ・スプラットマン（Wage Rudolf Soepratman、1903年3月9日 - 1938年8月17日）は、プルウォレジョ県に生まれ、スラバヤに没したインドネシアのソングライターで、後にインドネシアの国歌となった『インドネシア・ラヤ』を作詞作曲した人物。インドネシア国家英雄のひとりである。
日本語では、スプラトマンとも表記される。

## 経歴

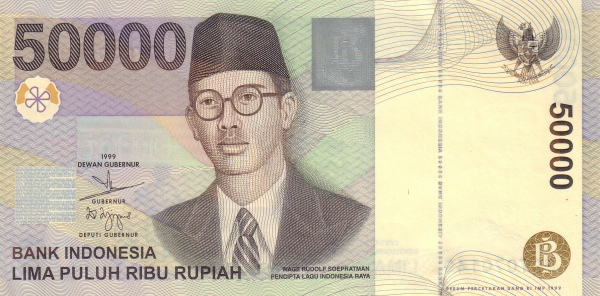
旧50000ルピア紙幣に描かれたワゲ・ルドルフ・スプラットマン。

W・R・スプラットマンは、蘭印軍 (KNIL)の軍曹であった父ジョメノ・セネン・サストロスハルジョ (Djoemeno Senen Sastrosoehardjo) と、母はシティ・セネン・スプラットマン (Siti Senen. Soepratman) の間に、1903年3月9日にプルウォレジョ県の村ソモンガリ。生まれて数ヶ月後に父が出生登録をした際には、名にスプラットマンが加えられ、出生地はバタヴィアのメースター・コーネリス (Meester Cornelis)（後のジァティネガラ）とされた。スプラットマンは9人きょうだいの7番目として生まれた。長兄（あるいは義兄）に、ルキイェム・スプラティヤ・ファン・エルディク (Rukiyem Supratiyah van Eldik) がいた。
ワゲ・スプラットマンは6歳のとき、チマヒのブディ・ウトモ小学校に入った。父親が退役した後、ワゲは姉ルキイェム (Rukiyem) を頼ってマカッサルへ赴き、1914年にエウロペーシェ・ラゲレ校で学ぶになった。ルドルフという名は、オランダ人の生徒と対等に扱われるために、この学校にいた時から付け加えられたものであった。しかし、その後ヨーロッパ系の血筋を引いていないことが露見し、彼は退学を強いられた。その後、彼はマレー語の学校に移って勉強を続けた。やがて郷里に戻った彼は、ギターとバイオリンの演奏を学んだ。マレー語の学校を1917年に卒業したワゲは、オランダ語の課程に学んで1919年に卒業した。その後は師範学校に学び、卒業後はマカッサルで補助教員となった。
1920年、17歳の誕生日に、兄ファン・エルディク (van Eldik) が、バイオリンを贈ってくれた。この年、ワゲは、ファン・エルディクとともにジャズ・スタイルのバンドであるブラック&ホワイト (Black & White) を結成した。彼はバイオリンを演奏した。彼らはマカッサルで、結婚式や誕生日パーティーの席で演奏していた。また、教員、後には『新報 (Sin Po)』の記者として働きながら、作詞、作曲を続けた。

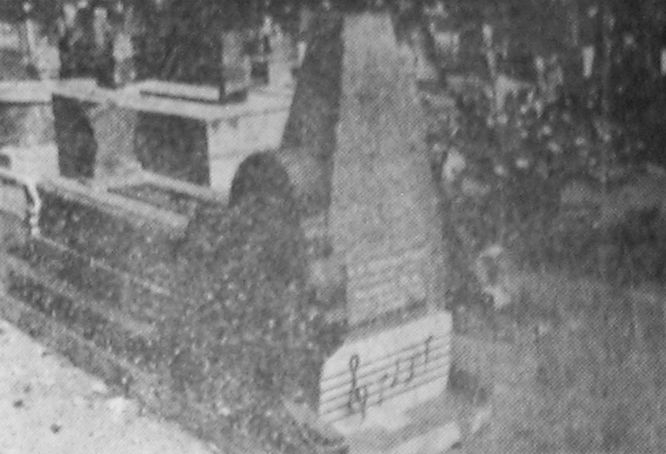
1952年に『Suara Rakyat』に発表された、改葬前のスプラットマンの墓の写真。

1933年7月、ワゲは病を自覚するようになった。11月には、『新報』の記者を辞職し、最初はチマヒに、次いでパレンバン、最後はスラバヤに住んだ。 1938年8月17日、午前1時にワゲは死去し、スラバヤのケンジェランに埋葬された。 1956年3月13日、彼の遺骸はタンバク・セガラン・ウェタン墓地 (Tambak Segaran Wetan cemetery) に改葬された。

## 「インドネシア・ラヤ」
ワゲが作詞作曲した楽曲「インドネシア・ラヤ」は、後にインドネシアの国歌となった。1928年10月28日、ワゲはこの曲を第2回インドネシア青年会議の席でバイオリンを弾きながら披露した。この曲はすぐさま、スカルノのインドネシア国民党 (PNI)に採用されて広まった。1944年11月に歌詞の一部が修正され、旋律は、正式に国歌となった後、1958年に現行のものに編曲された。

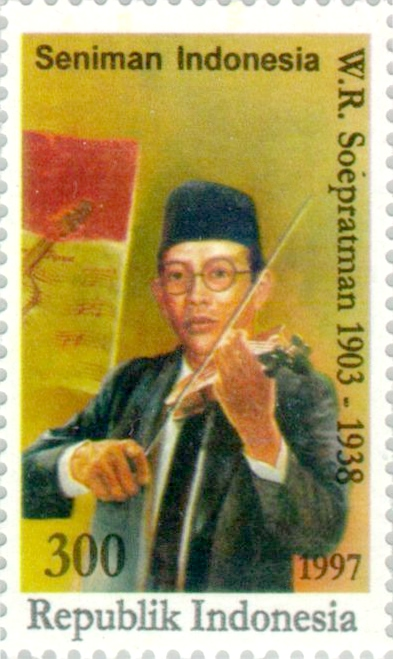
1997年のインドネシアの切手に描かれたスプラットマン。

## 顕彰
1971年、インドネシア政府はワゲに国家英雄の称号を贈り、Bintang Mahaputra Utama kelas III 勲章を授与した。インドネシアの都市や町には、ワゲの名を街路に冠しているところがいくつかあり、例えば、W・R・スプラットマン通り (Jalan WR Soepratman) などと呼ばれている。

## 宗教
ワゲは、アフマディーヤ派のムスリムであった。一部の説では、ワゲはカトリックだったともいうが、1967年に出版された『Sedjarah Lagu Kebangsaan Indonesia Raya』（「国歌インドネシア・ラヤの歴史」の意）の中で遺族は、彼の亡骸がイスラム教の作法に則って洗体、埋葬されたと述べている。